# Martino Gatti
Martino Gatti (23 ottobre 1971) è un ex calciatore italiano, di ruolo centrocampista.

## Biografia
Suo figlio Leon Jensen è un calciatore professionista.

## Carriera

### Calciatore
Durante la sua carriera ha disputato 101 partite di 2. Fußball-Bundesliga realizzando 9 reti, collezionando anche 9 presenze nella DFB-Pokal, tutte col St. Pauli.

### Allenatore
È stato vice allenatore del BFC Dynamo dal 2013 al 2019.

## Palmarès

### Giocatore

#### Competizioni nazionali
- Fußball-Regionalliga: 1

TeBe Berlino: 1995-1996